# Martin Kierszenbaum
Martin Kierszenbaum, né à La Jolla en Californie, aussi connu sous le pseudonyme Cherry Cherry Boom Boom (en allemand : Kirschbaum pour cerisier), est à la tête des A&R à Interscope Records et président d'Interscope, filiale d'empreinte pour Cherrytree Records.

## Biographie
Martin Kierszenbaum commence sa carrière musicale à Polygram en 1989.
Il est auteur-compositeur et producteur, ainsi que A&R pour Lady Gaga, Sting, Keane, Tokio Hotel, Feist, Far East Movement et Natalia Kills. Il a coécrit des chansons pour Lady Gaga, et écrit pour t.A.T.u., Flipsyde, Tokio Hotel, Ai, Alexandra Burke et Colby O'Donis. En 2015, il a composé 9 titres d'un album de Mylène Farmer intitulé Interstellaires.
Son pseudonyme est référencé dans un certain nombre de morceaux qu’il a lui-même produit, tels que Eh, Eh (Nothing Else I Can Say), I Like It Rough, Starstruck, The Fame et Christmas Tree de Lady Gaga, mais également dans Not in Love de Natalia Kills, I Wanna Touch You de Colby O'Donis et White Flag des Far East Movement, entre autres. Il est également référencé dans certains singles de Space Cowboy comme Falling Down et I Came 2 Party (dans laquelle apparait le groupe Cinema Bizarre).